# Circonscription électorale de Tokushima-Kōchi
La circonscription électorale de Tokushima-Kōchi (徳島県・高知県選挙区, Tokushima-ken-Kōchi-ken senkyo-ku) est une subdivision électorale de la Chambre des conseillers du Japon, représentant les préfectures de Tokushima et Kōchi. Deux conseillers y sont élus au scrutin uninominal majoritaire à un tour.
Tokushima et Kōchi formaient auparavant deux circonscriptions distinctes mais, en 2015, une réforme électorale les a fusionnées dans le cadre d'un ajustement du nombre de conseillers par préfecture.

## Conseillers
| Série 1 | Série 1                   | Élection | Série 2 | Série 2                     |
| ------- | ------------------------- | -------- | ------- | --------------------------- |
| –       | –                         | 2016     |         | Yūsuke Nakanishi (ja) (PLD) |
|         | Kōjirō Takano (ja) (PLD)  | 2019     |         | Yūsuke Nakanishi (ja) (PLD) |
| 2022    | Kōjirō Takano (ja) (PLD)  |          |         | Yūsuke Nakanishi (ja) (PLD) |
|         | Hajime Hirota (ja) (Ind.) | 2023,    |         | Yūsuke Nakanishi (ja) (PLD) |
| 2025    | Hajime Hirota (ja) (Ind.) |          |         | Yūsuke Nakanishi (ja) (PLD) |